# Mouvement (horlogerie)
Pour les articles homonymes, voir Mouvement.

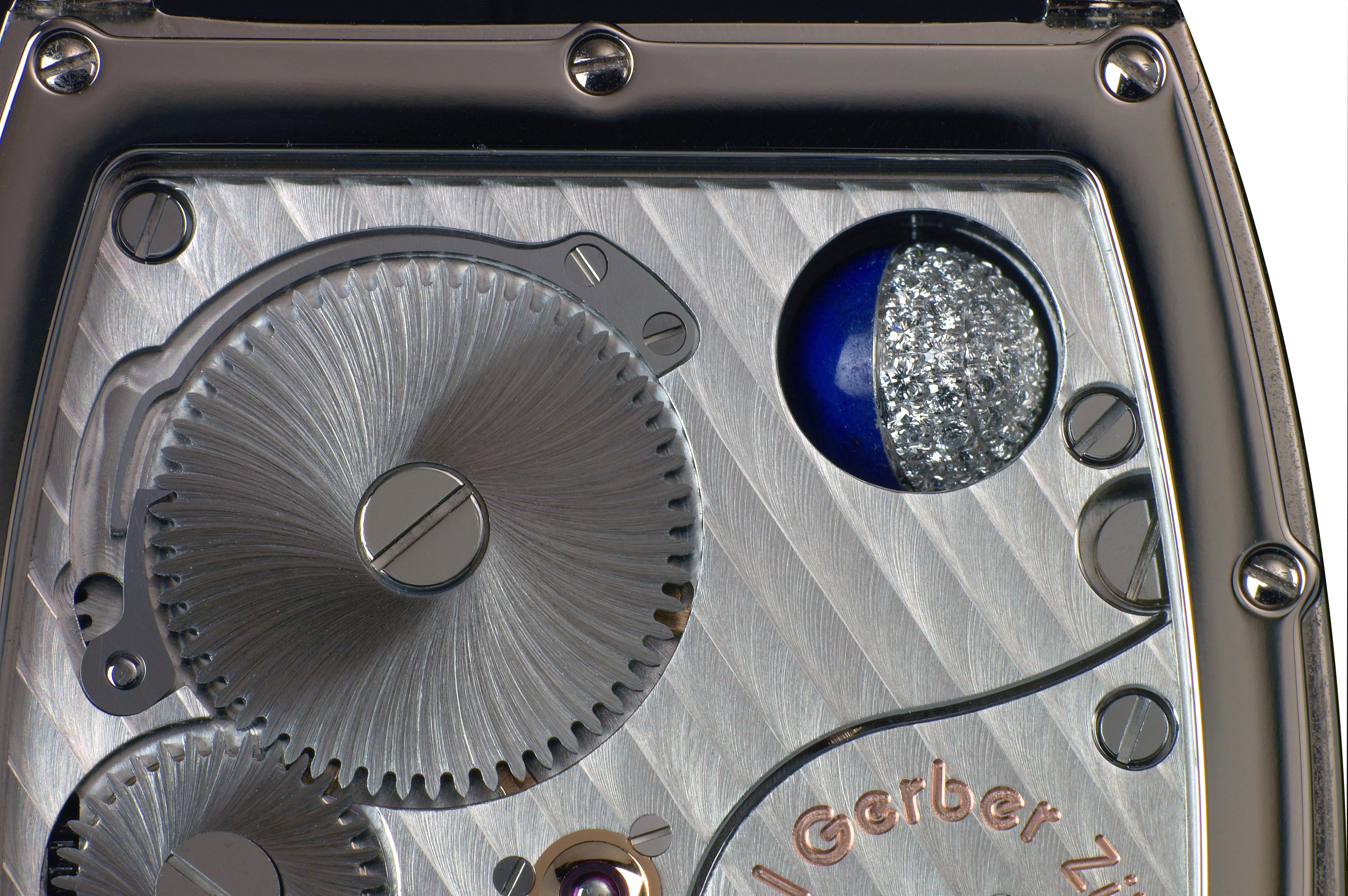
Mouvement d'horlogerie avec une finition de type côtes de Genêve.

Un mouvement, en horlogerie, est l'ensemble des pièces permettant de faire fonctionner une montre. Chaque type de mouvement trouve sa nomenclature sous le nom de « calibre », par exemple le « Valjoux 7750 ».
Les dimensions d’un mouvement se mesurent en millimètres, mais les horlogers utilisent aussi la « ligne », ancienne mesure équivalent à 2,255 8 millimètres et désignée par le symbole ’’’.
En moyenne, un mouvement mécanique simple compte 130 pièces.

## Mouvement mécanique à remontage manuel
Un mouvement est constitué des éléments mécaniques donnant l'unité de temps. L'échappement régule l'énergie emmagasinée dans le barillet ou dans la montée du poids. Le barillet contient un ressort, remonté manuellement par l'intermédiaire de la tige de remontoir, et qui stocke l'énergie mécanique du mouvement.

## Mouvement mécanique à remontage automatique

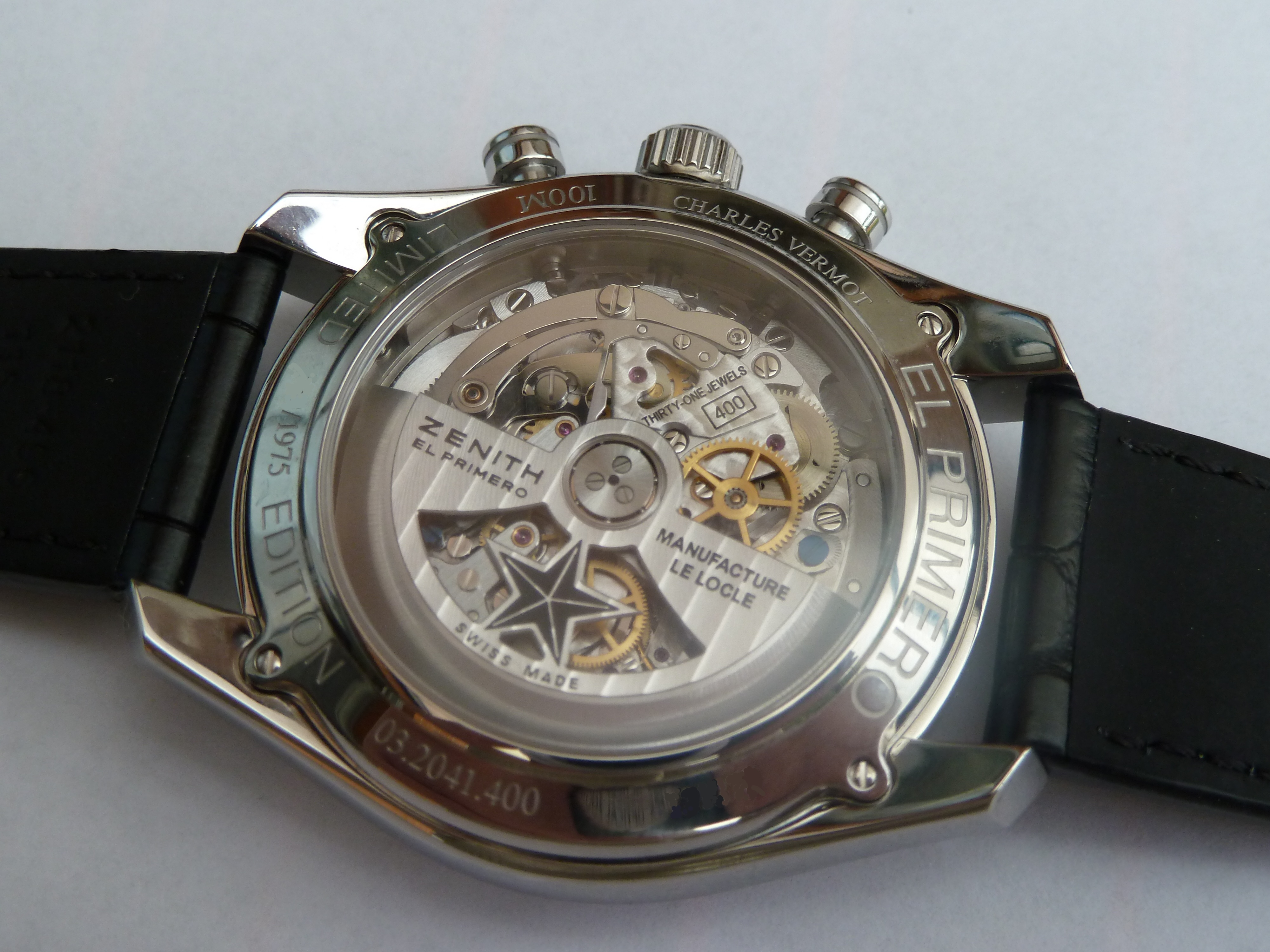
Fond transparent d'une montre Zenith. Sont visibles la masse oscillante et le mouvement El Primero.

Le mouvement à remontage automatique a le même fonctionnement que le mouvement mécanique à remontage manuel, mais le remontage du ressort de barillet est assuré par une masse oscillante équipée d'un double embrayage inversé pour communiquer la force au barillet.

## Mouvement à quartz
Mouvement électronique dont la base de temps est assurée par un quartz mis en oscillation. L'énergie est fournie par une pile électrique. La fréquence propre du quartz est alors la référence temporelle. Un mouvement à quartz dérive de l'ordre de 0,1 ppm (parties par million, soit 0,3 s/mois), là où la dérive d'un mouvement mécanique varie entre 10 s/j et 6 s/mois.